# Schneeschuh

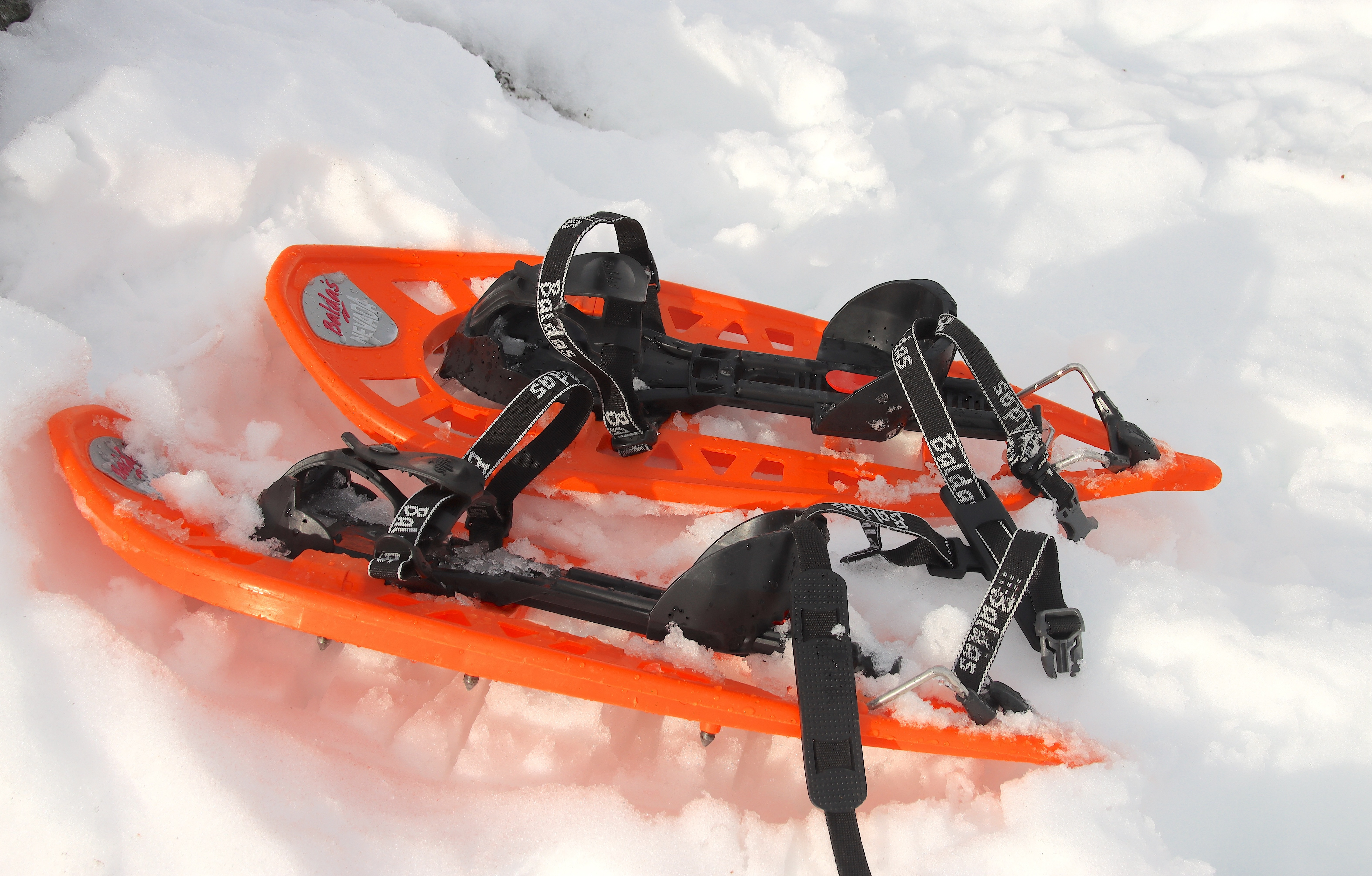
Moderne Schneeschuhe

Schneeschuhe sind ein Hilfsmittel zur Fortbewegung bei Schneelage, die von alters her in vielen schneereichen Gegenden üblich waren. Sie verteilen das Gewicht der Person, die sie trägt, über eine größere Fläche, so dass die Füße weniger im Schnee versinken. Schneeschuhwandern ist heute zu einer beliebten Wintersportart als Alternative zum Tourenskilauf geworden.

## Geschichte

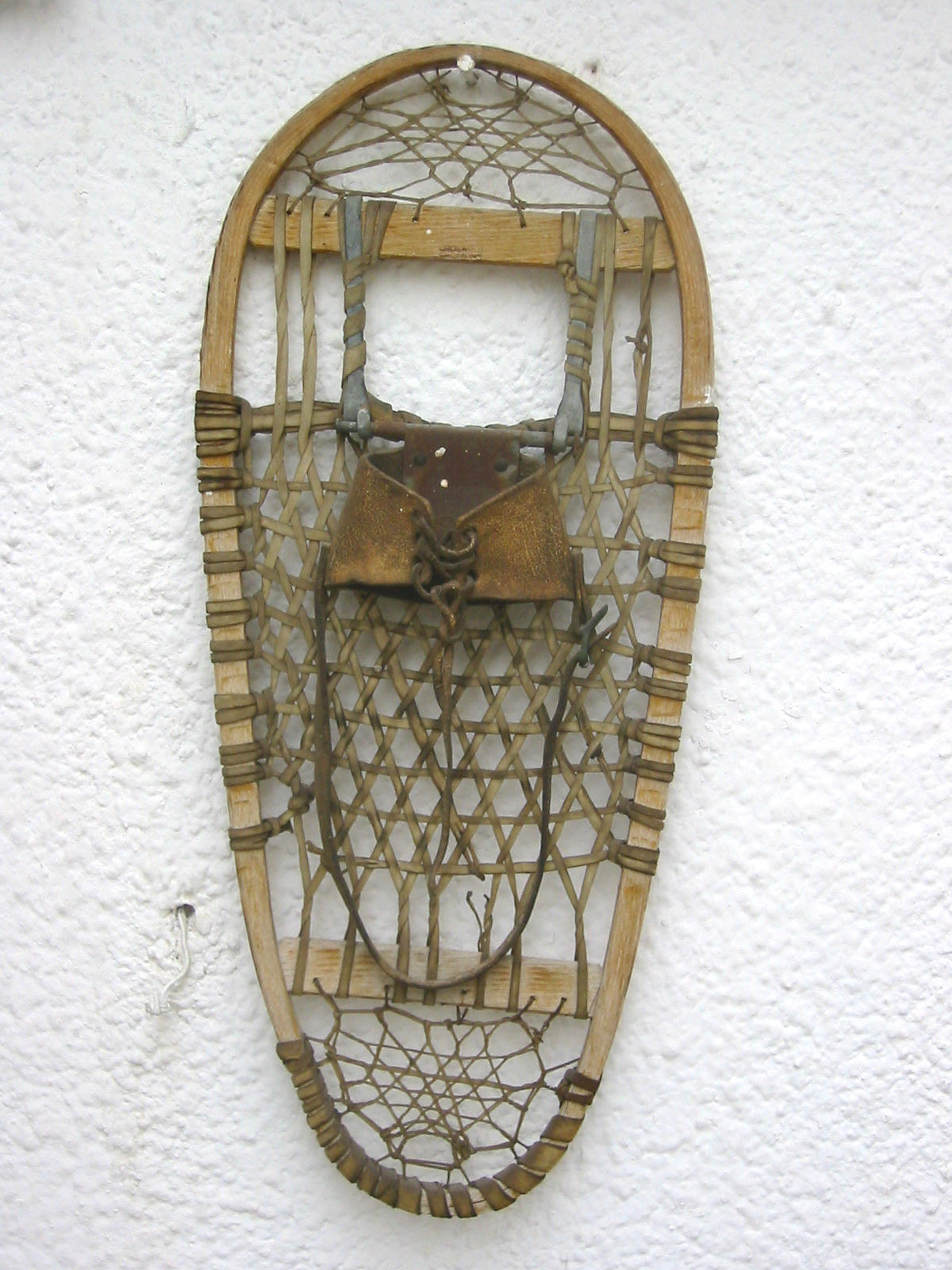
Traditioneller Schneeschuh mit Holzrahmen und einem Gitter aus Leder

Der Ursprung und das Alter der Schneeschuhe sind unbekannt. Der griechische Historiker und Philosoph Strabon (ca. 63 v. Chr. – ca. 24 v. Chr.) schrieb, dass die Einwohner des Kaukasus-Gebiets flache Lederflächen benutzten, um nicht im Schnee zu versinken, und dass Armenier dafür runde Holzflächen benutzten. Sicher ist, dass Menschen in Schneegebieten schon vor sehr langer Zeit Schneeschuhe gebrauchten.
Fast jeder indigene Stamm Amerikas erfand eine eigene Art von Schneeschuh, die einfachsten und primitivsten wurden im hohen Norden erfunden. Die Eskimos haben zwei verschiedene Arten: Eine Art ist dreieckig geformt und ungefähr 45 cm lang, die andere Art ist rund. Weiter südlich werden die Schneeschuhe schmaler und länger; die längsten Schneeschuhe finden sich beim Indianervolk der Cree, sie sind fast zwei Meter lang. Der normale Schneeschuh ähnelt einem Tennisschläger.
Am Gurgler Eisjoch (3151 m ü. A.), dem Übergang vom Südtiroler Pfossental auf den Gurgler Ferner der Ötztaler Alpen, gab der Gletscher 2003 einen Schneeschuh frei, der nach bisheriger Kenntnis älter als Ötzi zu sein scheint. Der Schneeschuh wurde bei Vermessungsarbeiten des italienischen Militärs durch den Kartographen Simone Bartolini gefunden und im Juli 2015 an das Südtiroler Archäologiemuseum in Bozen übergeben. Der Schneeschuh besteht aus einem ca. 1,5 m langen Birkenast, der zu einem rund-ovalen Rahmen mit 32 cm Durchmesser gebogen wurde. Im Inneren sind mehrere Stränge gespannt. Nach einer Mitteilung des Landes Südtirol hat eine Radiokarbondatierung ergeben, dass der Schuh aus der späten Jungsteinzeit stammt, also zwischen 3800 und 3700 vor Christus.
Schneeschuhe wurden nur sehr langsam von Europäern in Amerika übernommen. Von Holzfällern getragene Schneeschuhe sind ungefähr einen Meter lang und verhältnismäßig breit, während Schuhe von Fährtensuchern über anderthalb Meter lang und sehr schmal sind. Diese Form wurde von kanadischen Schneeschuh-Clubs übernommen, aber auf ungefähr einen Meter gekürzt und auf 40–45 cm verbreitert. Diese Schneeschuhe waren dabei vorne etwas nach oben gerichtet und hatten hinten eine Art Schwanz. Diese Konstruktion macht die Schuhe besonders leicht für Rennen, aber schwieriger fürs Jagen oder Wandern. Der „Schwanz“ hält den Schuh beim Gehen gerade.
Traditionelle Schneeschuhe werden aus einer einzelnen Hartholzleiste (normalerweise Weiß-Esche) hergestellt, die zu einem ovalen Ring gebogen, an den Enden befestigt und durch eine Kreuzstange in der Mitte stabilisiert wird. Der Zwischenraum im so erzeugten Rahmen wird mit einem dichten Netz aus Streifen aus Leder von Rentieren oder Rindern ausgefüllt. Direkt hinter der Kreuzstrebe wird nur eine kleine Öffnung für den Zeh des, in Mokassins gekleideten, Fußes offen gelassen. Die Schneeschuhe werden meist mit Lederriemen, seltener mit Schnallen am Mokassin befestigt. Derartige Schuhe werden noch immer von amerikanischen Ureinwohnern hergestellt und verkauft.

## Schneeschuh und Ski
Auch Skier wurden früher als „Schneeschuhe“ bezeichnet. So zum Beispiel bei Fridtjof Nansens Buch Auf Schneeschuhen durch Grönland (1891 aus dem Norwegischen übersetzt; Paa ski over Grønland im Originalen, d. h. es ist im Norwegischen sehr wohl von Ski die Rede) oder in Arnold Fancks Film Der weiße Rausch – neue Wunder des Schneeschuhs (1931).

## Arten von Schneeschuhen

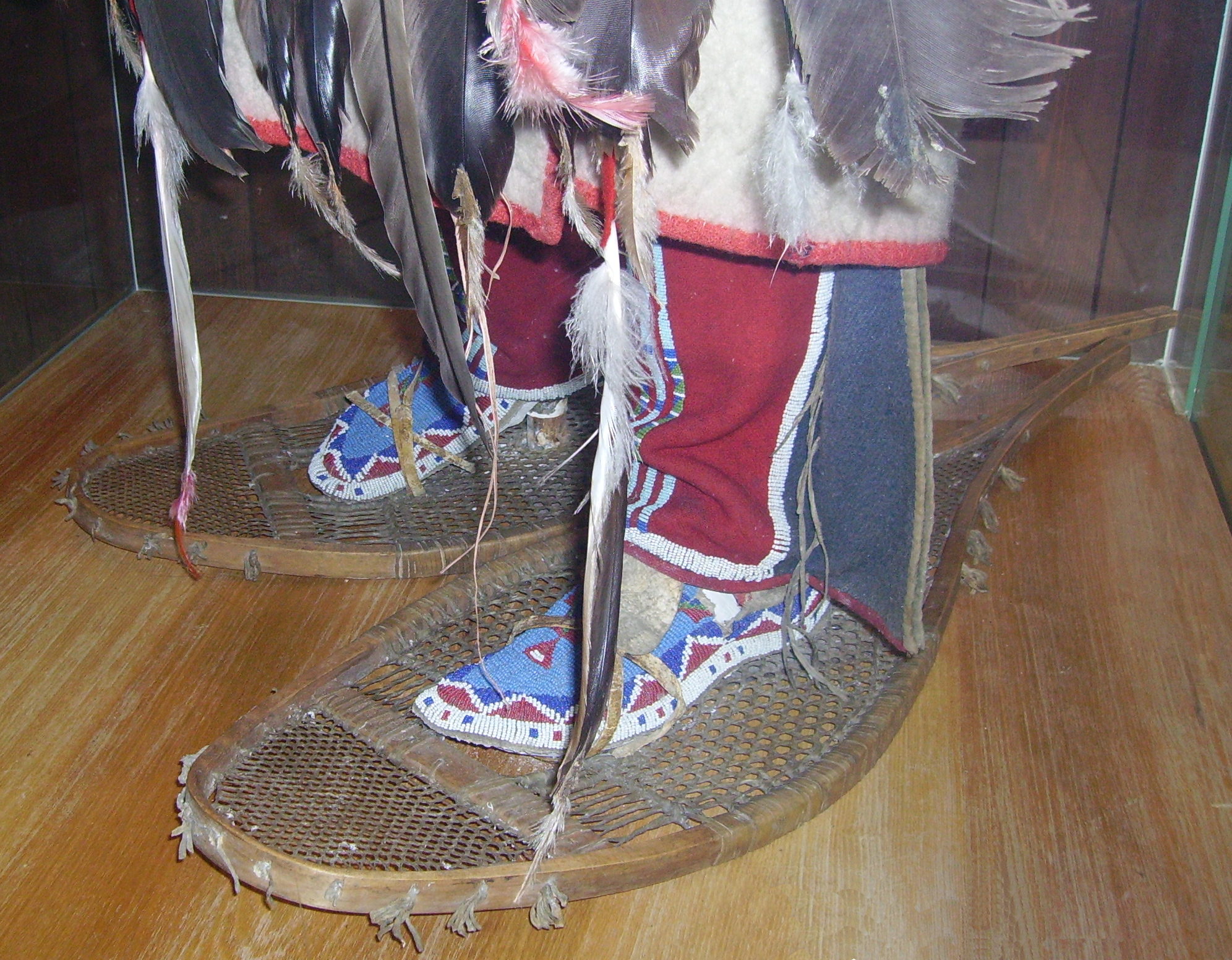
Schneeschuhe, Indianer Nordamerika, Indianermuseum Radebeul

Besonders mit ihrer Benutzung im Wintersport wurden im Laufe der Zeit die Schneeschuhe weiterentwickelt und für besondere Einsatzgebiete konzipiert. Heute werden Schneeschuhe üblicherweise in drei Arten unterteilt. Bei der Wahl der Schneeschuhe müssen Verwendungszweck, Schneebeschaffenheit (Pulverschnee, Hartschnee) und Körpergewicht berücksichtigt werden.

### „Originals“
Der originale Schneeschuh der Trapper bestehend aus einem gebogenen und hinten zusammengebundenen Holzstück, das netzartig mit harzummanteltem Leder bespannt ist. Durch ihre überaus große Auftrittsfläche sind sie besonders für flache und tief verschneite Gebiete geeignet.

### „Classics“
Von der Form ähnlich den Originals, jedoch bestehend aus einem Aluminiumrahmen und bespannt mit einer Kunststoffhaut. Diese Art von Schneeschuhen ist robust und je nach Größe hauptsächlich in einfachem Gelände und Tiefschnee einsetzbar. Sie geben bei Querungen steilerer Hänge, wie sie bei hochalpinen Geländeformen vorhanden sind, wenig Halt, weil der Aluminiumrahmen mit der Kunststoffhaut eine zu starke Gleitfläche bietet.

### „Moderns“

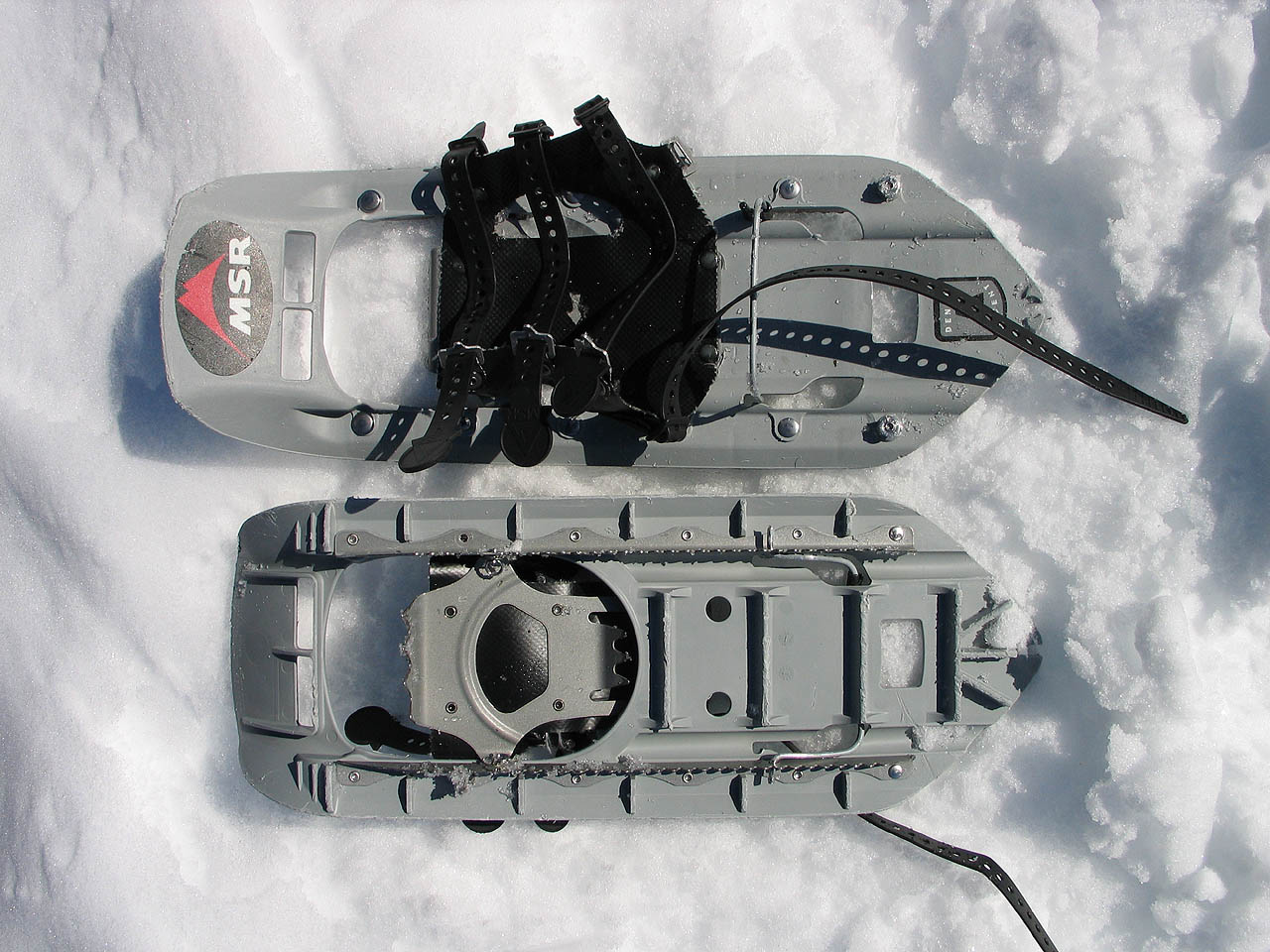
MSR Denali Ascent-Schneeschuh mit Steighilfe und Harschkrallen

Diese modernen Schneeschuhe sind alpinen Schnee- und Geländeverhältnissen angepasst und bestehen meist komplett aus Hartplastik, sind kältefest bis −40 °C und meist kleiner und wendiger als die Originals oder Classics. Sie zeichnen sich durch eine geringere Auftrittfläche aus und sind mit spitzen Stahlstiften, harscheisenartigen Seitenschienen sowie scharfen, an der Bindung drehbar gelagerten steigeisenartigen Frontzacken ausgestattet. Damit sind sie auch für hochalpine Touren mit stark geneigten Querungen oder hartem Firn geeignet. Durch spezielle Rahmenformen ist auch die Querung steilerer Hänge gut möglich.
Für die gängigen Schneeschuhe sind keine besonderen Bindungsschuhe wie beim Skilauf nötig, die Riemenbindungen sind für alle schneetauglichen festen Wanderstiefel geeignet.
Es ist wichtig, dass die Auflagefläche der Schneeschuhe dem Gesamtgewicht des Läufers (Körper plus Rucksack) und den Schneeverhältnissen entspricht. Zu starkes, Kräfte raubendes Einsinken lässt sich bei den teuren Modellen mit Schneeschuhverlängerungen unterschiedlicher Länge vermeiden. Ansonsten gibt es verschiedene Schneeschuhgrößen je nach Körpergewicht.

## Zubehör
- Steighilfe für Aufstiege: Ein Bügel, der unter die Ferse geklappt werden kann (wie ein hoher Schuhabsatz), so dass der Fuß ungefähr waagerecht auf dem Schneeschuh steht, auch wenn man bergauf läuft. So ist eine Kraftersparnis bis zu 30 % spürbar. Das Ein- und Ausklappen erfolgt meist mit Hilfe des Tourenstocks.
- Harschkrallen und Stahl-Spikes für optimalen Halt auch auf vereistem Schnee
- Shock-Absorber für geräuscharmes und gelenkschonendes Laufen
- Frei schwingende Bindungsachse für eine natürliche Abrollbewegung und Führung des Fußes für ermüdungsfreies bänder- und gelenkschonendes Laufen
- Manche Modelle können mit einem Verlängerungsstück an Tiefschnee oder höhere Gewichte angepasst werden.

## Wanderungen mit Schneeschuhen
Heutzutage wird der Schneeschuh eher als Sportgerät angesehen. Seit Mitte der 1990er ist das Laufen und Wandern mit Schneeschuhen eine Trendsportart geworden. Es bietet sich in erster Linie für Menschen an, die nicht Ski fahren wollen oder können und denen es auf schnelle Abfahrten nicht ankommt. Die meisten Alpengipfel, die im Winter mit Skiern bestiegen werden können, lassen sich ebenso gut mit Schneeschuhen erreichen. In den Französischen Alpen wird Schneeschuhlaufen seit Jahren als Volkssport betrieben. Tourismusorte und Gastronomien haben sich entsprechend eingerichtet, viele Bergführer, Alpenvereinssektionen und kommerzielle Reiseveranstalter bieten geführte Touren an und beraten in Ausrüstungsfragen. Im Rahmen von SchweizMobil wurden die Schneeschuhrouten einheitlich markiert. Es gibt auch spezielle Führerliteratur für Schneeschuhgänger.

### Vorteile des Schneeschuhlaufens
- Schneeschuhlaufen kann in der ganzen Bandbreite als Freizeit-Sportart bis zum Hochleistungssport betrieben werden – abhängig von Laufgeschwindigkeit und Gelände
- Die Technik des Schneeschuhlaufens erfordert fast keine Vorkenntnisse
- Schneeschuhlaufen ist eine Ergänzung zum Skilanglauf, da es ebenso eine Ausdauersportart ist und sich auch für steileres Gelände eignet, in dem es keine Loipen gibt.
- Schneeschuhlaufen kann bei jeder Schneedicke und Schneeart betrieben werden; von Pulverschnee bis zu verharschtem Schnee können viele Arten von Schnee begangen werden. Damit ist man weniger abhängig von den äußeren Bedingungen, und die Wintersportgebiete können auf den beim Alpin-Skisport nötigen Aufwand zur Präparation von Pisten verzichten.
- Schneeschuhlaufen ist eine Ergänzung zu anderen Wintersportarten und bedarf nur einer geringen Investition, da das restliche Zubehör wie Teleskopstöcke, Wanderschuhe usw. oft schon vorhanden ist.
- Schneeschuhlaufen findet als Nordic Snowshoeing immer mehr Zuspruch bei Nordic Walkern, die ihr Training somit ganzjährig durchführen können.

### Vorbereitung einer Tour

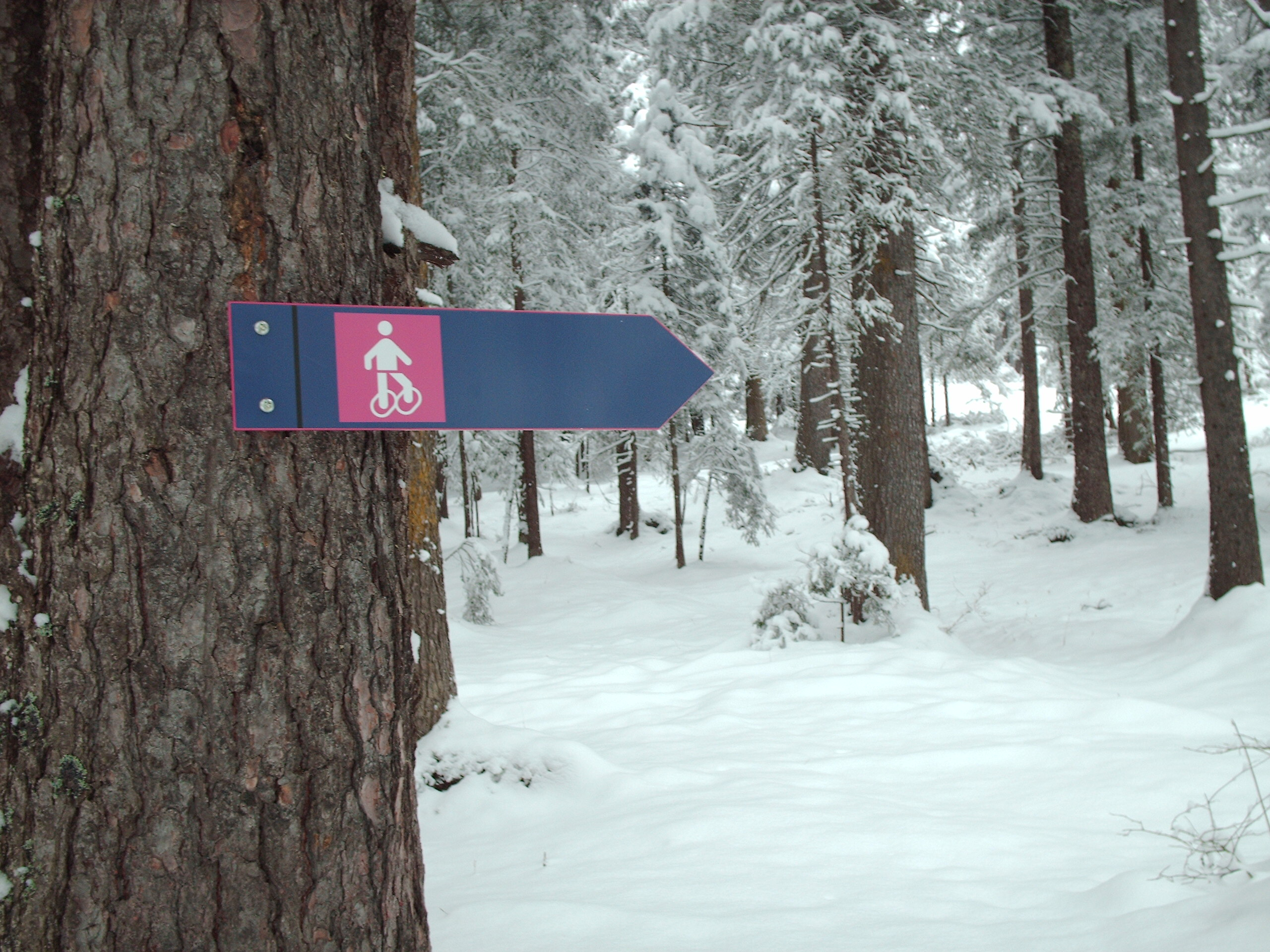
Schweizer Markierung für Schneeschuh-Trail

Ähnlich wie bei Skitouren, abseits der Pisten und Loipen, sollten Wanderer immer auf den Naturschutz achten, Waldgebiete meiden, sich an Begehungsverbote halten und in der Lage sein, zu entscheiden, wann eine Tour rechtzeitig abgebrochen werden muss (zum Beispiel bei Lawinengefahr, Erschöpfung, Orientierungsproblemen bei schlechter Sicht oder Zeitverzug). Um Gefahren so weit wie möglich zu minimieren, müssen alle Schneeschuhwanderungen sorgfältig vorbereitet werden. Dazu gehört besonders:
- Informationen über Lawinenstufen und Wetter einholen, danach die Tour ausrichten
- die Leistungsfähigkeit der Teilnehmer richtig einschätzen
- durch genaues Kartenstudium die optimale, d. h. sicherste, Route festlegen
- den Zeitbedarf für Pausen, Einkehrmöglichkeit und Reserven kalkulieren (im Winter sind die Tage kurz), ein schwierigerer Abstieg dauert dann länger als der Aufstieg
- Kontrolle der Lawinen- und Notfallausrüstung

### Ausrüstung
Für eine Schneeschuhwanderung werden neben den Schneeschuhen selbst sowie zwei Skistöcken mit großem Schneeteller eine Reihe weiterer Ausrüstungsgegenstände empfohlen. Dazu gehören:
- Rucksack mit einer Befestigungsvorrichtung für die Schneeschuhe
- Bergsteigerschuhe und Gamaschen
- Verpflegung und Warmgetränk, Isomatte oder Sitzkissen als Unterlage
- Wetterfeste Winterkleidung (atmungsaktiv)
- Eine Lawinenausrüstung bestehend aus einem Verschüttetensuchgerät, einer Lawinenschaufel und einer Lawinensonde. Optional können zusätzlich noch ein Airbagrucksack, ein Avalanche-Ball und ein Avalung mitgeführt werden.
- Eine Notfallausrüstung besteht aus einem Erste-Hilfe-Set, einem Handy zum Absetzen von Notrufen, einer Rettungsdecke und einem Biwaksack für ein eventuelles Notbiwak oder zum Warmhalten eines Verletzten.
- Stirnlampe für Touren in der Nacht oder bei Dämmerung.

## Moorschuh
Ähnliche oder identische Schuhe werden aus den gleichen Gründen für Wanderungen in Mooren, z. B. in den baltischen Staaten, genutzt.

## Weltmeisterschaften
Es werden Weltmeisterschaften im Schneeschuhlaufen seit 2006 jährlich durch die World Snowshoe Federation ausgetragen.
| Datum/Jahr | Austragungsort | Erster Platz    | Zweiter Platz         | Dritter Platz   |
| ---------- | -------------- | --------------- | --------------------- | --------------- |
| 2018       |                |                 |                       |                 |
| 2017       | Saranac Lake   | Joseph Gray     | Nacho Hernando-Angulo | Josiah Middaugh |
| 2016       | Vezza d’Oglio  | Stephane Ricard | Fillipo Barizza       | Roberto Ruiz    |
| 2015       | Quebec City    | Maxime Leboeuf  | Just Sociats          | Joël Bourgeois  |
| 2012       | Quebec City    | David Le Porho  | Eric Hartmark         | Stéphane Ricard |
| 2010       | Vancouver      | Antonio Santi   | Tarcis Ancay          | Jonathan Wyatt  |
| 2006       | Schladming     | Emanuele Manzi  | Claudio Cassi         | Filippo Barizza |

| Jahr | Erster Platz             | Zweiter Platz  | Dritter Platz   |
| ---- | ------------------------ | -------------- | --------------- |
| 2018 |                          |                |                 |
| 2017 | Ragna Debats             | Annie Jean     | Michelle Hummel |
| 2016 | Isabella Morlini         | Ragna Debats   | Rosa Vals Tio   |
| 2015 | Sarah Bergeron           | Laia Andreu    | Rosa Vals Tio   |
| 2012 | Maria Grazia Roberti -3- | Amber Ferreira | Mélanie Nadeau  |
| 2010 | Maria Grazia Roberti -2- | Keri Nelson    | Syl Corbett     |
| 2006 | Maria Grazia Roberti     | Rebecca Harman | Rauni Parantain |